# Flaggfotboll

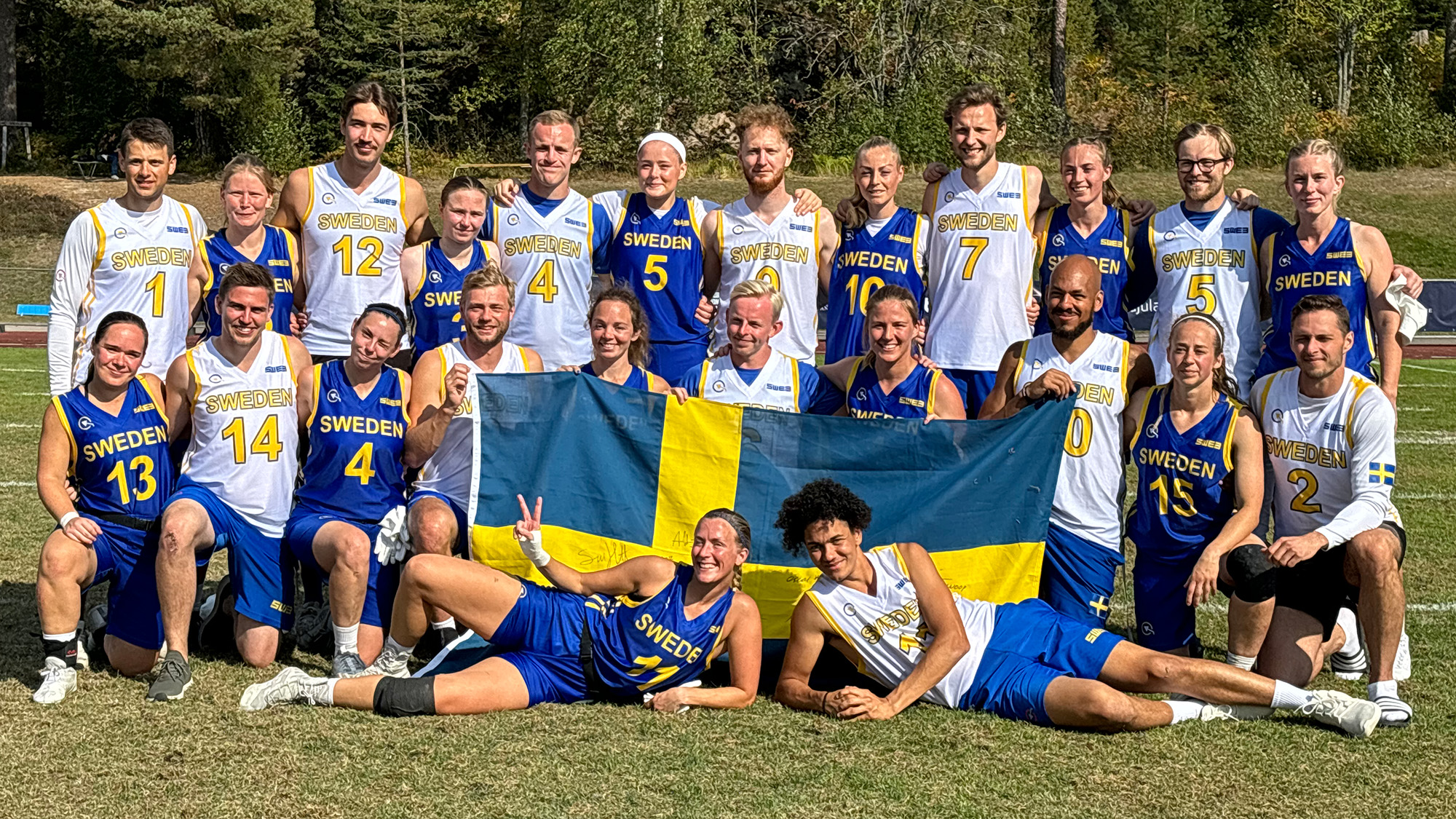
Svenska landslaget i Flaggfotboll 2024

Flaggfotboll är en variant av amerikansk fotboll där det defensiva laget, istället för att tackla spelare till marken, måste ta bort en flagga eller ett flaggbälte från bollbäraren för att avsluta ett spel (down). I flaggfotboll är kontakten mellan spelare begränsad. Sporten har flera nationella och internationella tävlingar varje år, sponsrade av olika organisationer, men sporten är mest populär i USA, där den uppfanns. Den internationella styrande organisationen för sporten är International Federation of American Football (IFAF), medan International Woman's Flag Football Association (IWFFA) ansvarar för damfotbollen.
Flaggfotboll kommer att vara en valfri gren vid sommar-OS 2028 i Los Angeles, vilket markerar första gången någon variant av amerikansk fotboll är en del av ett olympiskt program.

## Historia
De bästa tillgängliga uppgifterna pekar på att sporten började på 1940-talet under andra världskriget. Spelet skapades som en rekreationssport för amerikansk militärpersonal för att hjälpa dem att hålla sig i form, men utformades på ett sätt som förhindrade skador under krigstiden. Vid den tiden kallades sporten "Touch and Tail football", som efter krigets slut blev "flag football".
Den första dokumenterade historien om flaggfotboll kan spåras till Fort Meade, Maryland, USA, som nu allmänt accepteras som sportens födelseplats. Den första nationella organisationen för flaggfotboll, National Touch Football League, bildades på 1960-talet i St. Louis, Missouri. Sedan 1971 har ligan haft ett nationellt mästerskap.
Arizonas lärarna Porter Wilson och Norman Adams uppfann flag-a-tag-bälten och flaggor som idag fungerar som mall för flaggorna som används i spelet.

## Olympiska spelen
I juli 2022 samarbetade National Football League (NFL) och IFAF i en ansökan om att inkludera flaggfotboll som en valfri gren vid sommar-OS 2028 i Los Angeles. NFL hade sponsrat inkluderingen av flaggfotboll som en inbjudningsgren vid samma månads 2022 World Games—ett multisportevenemang som inkluderar sporter och discipliner som för närvarande inte är en del av OS—i Birmingham, Alabama. Herrturneringen vanns av USA och damturneringen av Mexiko. NFL:s vice ordförande för fotbollsoperationer, Troy Vincent, sa att sporten var "framtiden för amerikansk fotboll", eftersom den är inkluderande och har färre hinder för deltagande.
I augusti 2022 gick flaggfotboll vidare som en av nio sporter till nästa fas av ansökningsprocessen. Den 9 oktober 2023 föreslog den lokala LA-organisationskommittén officiellt att inkludera flaggfotboll som en OS-gren. Den 16 oktober 2023 godkändes flaggfotboll, tillsammans med andra tillfälliga grenar som föreslagits av kommittén, vid den 141:a sessionen av Internationella Olympiska Kommittén.  

## Flaggfotboll i Sverige
I Sverige 2024 deltog 20 lag från 14 olika föreningar i seriespel säsongen, vilket är en klar tillväxt från de 3 lag som spelade 2015. Under år 2024 så fanns det 289 licensierade spelare i Sverige. Dessa spelare är indelade i 3 olika serier, SM-serien Herr/Mix, Dam-serien och utvecklingsserien (södra och norra). En stor majoritet av flaggfotbollsspelarna i Sverige räknas som seniorer (+18år). Detta har lett till en större satsning på barn och ungdomar i form av uppstarten av ett U17-landslag samt skolsamverkan. Arbetet med skolsamverkan är reda igång och det har redan genomförts ett par olika skolturneringar med flaggfotboll. Totala antalet unika skolungdomar under de turneringar som varit överskrider 250 personer. Under 2025 planeras det ytterligare skolturneringar med målet om att engagera så många barn och ungdomar som möjligt och se till så att SWE3 är en bidragande faktor till att svenska barn och ungdomar får en mer aktiv livsstil och bättre hälsa.  
Sverige ligger för tillfället på en 19e plats i världsrankingen på både herrsidan och damsidan 

## Svenska Mästerskapet
| År   | SM-Mästare             | Silvermedaljörer  | Bronsmedaljörer     | Slutspelsplats |
| ---- | ---------------------- | ----------------- | ------------------- | -------------- |
| 2015 | Uppsala 86ers          | Eskilstuna Sharks | STU Northside Bulls |                |
| 2016 | Uppsala 86ers          | Eskilstuna Sharks | Norrköping Monarchs | Norrköping     |
| 2017 | Uppsala 86ers          | Eskilstuna Sharks | Ale Brewers         | Borås          |
| 2018 | Uppsala 86ers          | Ale Brewers       | Eskilstuna Sharks   | Helsingborg    |
| 2019 | Uppsala 86ers          | Eskilstuna Sharks | Ale Brewers         | Uppsala        |
| 2020 | Uppsala 86ers          | Eskilstuna Sharks | Nässjö Saints       | Uppsala        |
| 2021 | Uppsala 86ers          | Ale Brewers       | Nässjö Saints       | Göteborg       |
| 2022 | Uppsala 86ers          | Nässjö Saints     | Ale Brewers         | Örebro         |
| 2023 | Nässjö Saints          | Ale Brewers       | Uppsala 86ers       | Nässjö         |
| 2024 | Kristianstad Predators | Eskilstuna Sharks | Nässjö Saints       | Nässjö         |

| År   | SM-Mästare     | Silvermedaljörer  | Bronsmedaljörer         | Slutspelsplats |
| ---- | -------------- | ----------------- | ----------------------- | -------------- |
| 2016 | Arlanda Jets   | Djurgårdens IF    |                         |                |
| 2017 | Arlanda Jets   | Djurgårdens IF    | Eskilstuna Sharks       |                |
| 2018 | Arlanda Jets   | Eskilstuna Sharks | Djurgårdens IF          |                |
| 2019 | Djurgårdens IF | Eskilstuna Sharks | Arlanda Jets            | Uppsala        |
| 2020 |                |                   | Nässjö Saints           |                |
| 2021 |                |                   |                         |                |
| 2022 | Arlanda Jets   | Nässjö Saints     | Stockholm Mean Machines | Örebro         |
| 2023 | Arlanda Jets   | AIK               | Eskilstuna Sharks       | Nässjö         |
| 2024 | Arlanda Jets   | Kouvola Indians   | Eskilstuna Sharks       | Nässjö         |